# Francis William Frederick Arnaud
Pour les articles homonymes, voir Arnaud.
Francis William Frederick Arnaud, né le 7 janvier 1879 à Chester et mort le 15 mars 1960 à Loose, est un chimiste analytique britannique.

## Biographie
Son père, Samuel était français et obtient la nationalité anglaise. Francis Arnaud étudie à Paris, à la Sorbonne avant de rejoindre Londres et étudier au King's College. Il commence sa carrière de chimiste analyste à Chester puis en 1906 est nommé à Portsmouth où il reste jusqu'en 1913. Il s'installe ensuite à Maidstone et devient chimiste analytique du comté de Kent, poste qu'il occupera jusqu’à sa retraite en 1946.
Il entre en 1903 à la Society of Public Analysts dont il est vice-présidente en 1922-1923, secrétaire-honoraire de 1926 à 1932 puis Président en 1932-1933.